# Estevan-Big Muddy (circonscription saskatchewanaise)
Pour les articles homonymes, voir Estevan (homonymie) et Big Muddy.
Circonscription électorale provinciale du Canada
Estevan-Big Muddy (auparavant Estevan (2016-2024)) est une circonscription électorale provinciale de la Saskatchewan au Canada. Elle est représentée à l'Assemblée législative de la Saskatchewan depuis 1975.

## Géographie
Située dans le sud-est de la province et limitrophe avec le Dakota du Nord par la frontière canado-américaine.
En 2024, la circonscription inclus la ville d'Estevan, les communautés de Bienfait, Midale et Radville et les villages de North Portal, Goodwater (en), Macoun (en), Oungre (en), Halbrite (en), Torquay (en), Lake Alma (en), Tribune (en), Lake Alma (en), Beaubier (en), Minton, Colgate (en), Benson (en), Roche Percee (en) et North Portal. Elle inclus aussi les municipalités rurales de Coalfields No 4, Estevan No 5 (en), Cambria No 6 (en), Souris Valley No 7 (en), Lake Alma No 8 (en), Surprise Valley No 9, Happy Valley No 10 (en), Benson No 35 (en), Benson No 35 (en), Cymri No 36, Lomond No 37 (en) et Laurier No 38 (en).

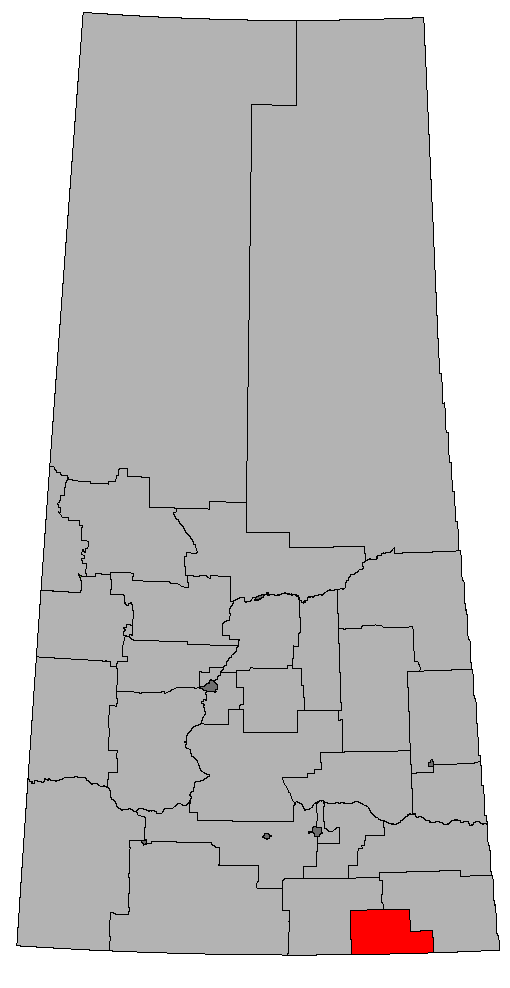
Frontière de la circonscription en 2016.
Frontière de la circonscription en 2022.

## Liste des députés
| Parlement                         | Années                            | Député                            | Député                            | Parti                             |
| Estevan                           | Estevan                           | Estevan                           | Estevan                           | Estevan                           |
| Circonscription issue de Bromhead | Circonscription issue de Bromhead | Circonscription issue de Bromhead | Circonscription issue de Bromhead | Circonscription issue de Bromhead |
| --------------------------------- | --------------------------------- | --------------------------------- | --------------------------------- | --------------------------------- |
| 18e                               | 1975–1978                         |                                   | Robert Austin Larter              | Progressiste-conservateur         |
| 19e                               | 1978–1980                         |                                   | Robert Austin Larter              | Progressiste-conservateur         |
| 19e                               | 1980-1982                         |                                   | John Otho Chapman                 | Néo-démocrate                     |
| 20e                               | 1982–1986                         |                                   | Grant Devine                      | Progressiste-conservateur         |
| 21e                               | 1986–1991                         |                                   | Grant Devine                      | Progressiste-conservateur         |
| 22e                               | 1991–1995                         |                                   | Grant Devine                      | Progressiste-conservateur         |
| 23e                               | 1995–1999                         |                                   | Larry Ward                        | Néo-démocrate                     |
| 24e                               | 1999–2003                         |                                   | Doreen Eagles                     | Saskatchewan                      |
| 25e                               | 2003–2007                         |                                   | Doreen Eagles                     | Saskatchewan                      |
| 26e                               | 2007–2011                         |                                   | Doreen Eagles                     | Saskatchewan                      |
| 27e                               | 2011–2016                         |                                   | Doreen Eagles                     | Saskatchewan                      |
| 28e                               | 2016–2020                         |                                   | Lori Carr                         | Saskatchewan                      |
| 29e                               | 2020–2024                         |                                   | Lori Carr                         | Saskatchewan                      |
| Estevan-Big Muddy                 |                                   |                                   |                                   |                                   |
| 30e                               | 2024–en cours                     |                                   | Lori Carr                         | Saskatchewan                      |